# Hapoel Kfar Saba
El Hapoel Kfar Saba (en hebreo: מועדון כדורגל הפועל כפר סבא‎, Moadon Kaduregel Hapoel Kfar Saba) es un club de fútbol israelí con sede en la ciudad de Kfar Saba.
El estadio donde juegan sus partidos es el Levite Stadium que tiene capacidad para 5.500 espectadores. Desde la 2000/01 hasta la 2004/05, el equipo ha permanecido 4 temporadas en la Liga Leumit (2.ª división), pero después de conseguir el ascenso en esa temporada, supieron mantener la categoría a duras penas, y ya en la 2006/07 se han consolidado en un cómodo 8.º puesto. Todo ello de la mano del gran técnico Eli Ohana, que ha inculcado otro aire a este equipo. Después de una crisis económica, donde les sacaron puntos, descendieron a la Liga Alef (3.ª división).

## Palmarés
- Liga Leumit: 4

1981–82, 2001-02, 2004-05, 2018-19
- Liga Bet: 1

1951-52
- Liga Alef: 3

1956-57, 1967-68, 2013-14
- Copa de Israel: 3

1975, 1980, 1990
- Israeli Supercup: 1

1982